# Devlet Sanatçısı
Devlet Sanatçısı (Artista de l'Estat en turc) és la màxima distinció per als artistes a Turquia que fou establerta el 1971.
El primer any va ser atorgada als següents artistes turcs:
- A. Adnan Saygun (compositor)
- Necil Kazım Akses (compositor)
- Ulvi Cemal Erkin (compositor)
- Mithat Fenmen (compositor)
- İlhan Usmanbaş (compositor)
- Gülay Uğurata (pianista)
- İdil Biret (pianista)
- Suna Kan (violinista)
- Ayla Erduran (violinista)
- Ayşegül Sarıca (pianista)
- Verda Erman (pianista)

El títol va ser atorgat, fins a 1998, a unes 150 persones; entre les quals algunes com Yaşar Kemal, que no l'acceptà. Després de l'any 2000, la Cort Suprema Administrativa (Danıştay) va cancel·lar la distinció de 89 artistes, en un cas obert pel pintor Mehmet Güleryüz. L'any 2002 hi havia 60 Artistes de l'Estat